# Distrito 9 (Cidade de Ho Chi Minh)
O Distrito 9 (em Vietnameita:Quan 9) é um dos 24 distritos da Cidade de Ho Chi Minh, no Vietnam. Está localizado na região leste da cidade . Com uma área total de 114 km², é o maior distrito em área territorial na Cidade de Ho Chi Minh. Sua população de 269 068 habitantes, de acordo com dados de 2010. O distrito está dividido em 13 pequenos subconjuntos que são chamados de alas. 